# Adams (cráter)
Adams es un cráter de impacto que se encuentra en la accidentada sección sudeste de la Luna, cerca del limbo lunar, justo al suroeste del cráter Legendre. Al noroeste se hallan los cráteres Hase y Petavius, y al suroeste aparece Furnerius. Al suroeste de Adams se ubica un sistema de grietas denominado Rimae Hase. El más largo de estos surcos sigue un curso hacia el sureste.

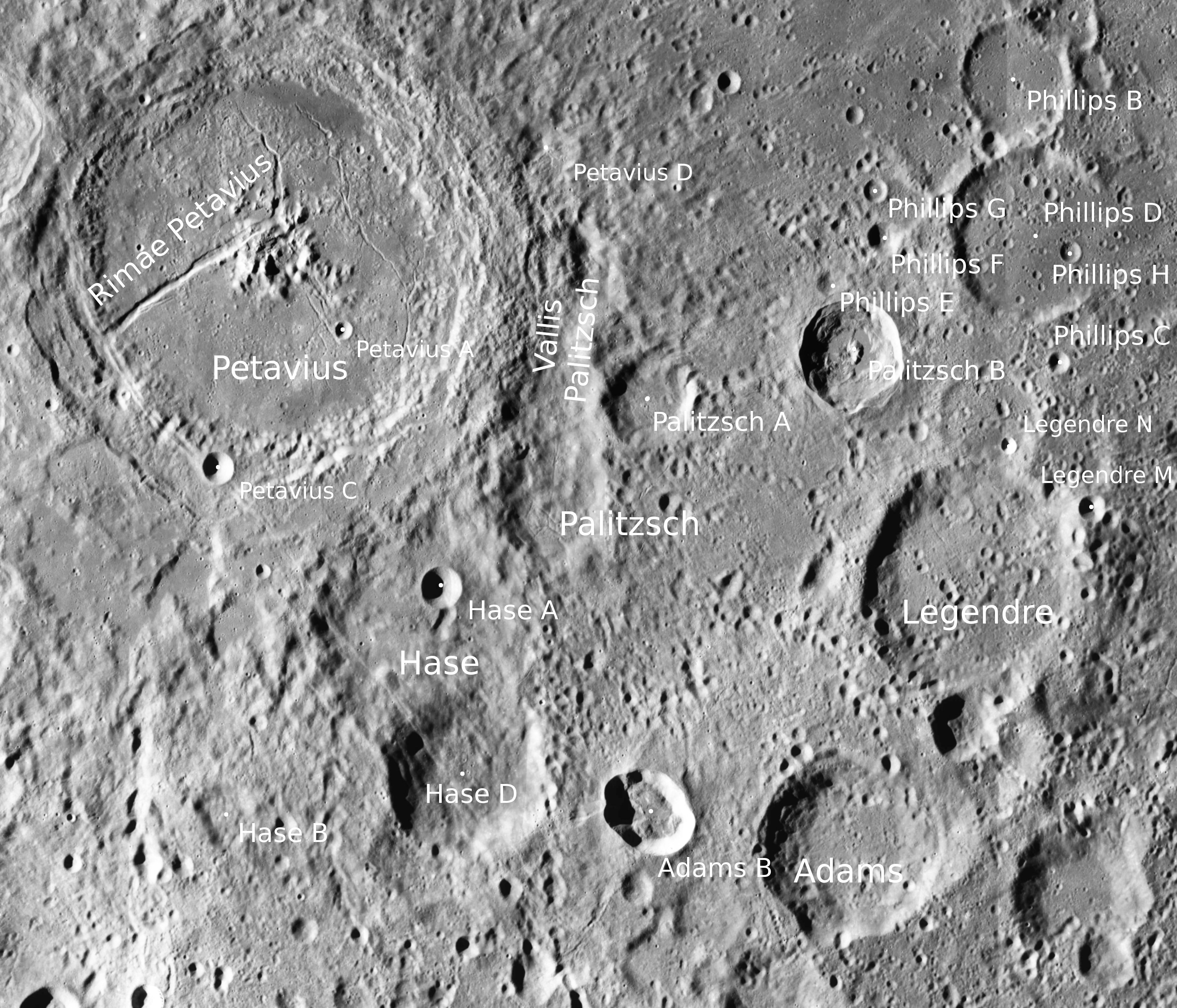
Entorno de Adams (en la esquina inferior derecha de la imagen). (Fotografía LRO)

El borde de Adams es generalmente de forma circular, pero algo desgastado por pequeños cráteres de impacto. Presenta una ligera protuberancia con aspecto de muesca en el extremo sur del brocal. El suelo carece de rasgos destacables, sin protuberancias significativas, y solo presenta impactos menores.
El nombre de Adams rinde homenaje conjuntamente a tres astrónomos de este nombre: John Couch Adams (1819-1892), Walter Sydney Adams (1876-1956) y Charles Hitchcock Adams (1868-1951).

## Cráteres satélite
Por convención estos elementos son identificados en los mapas lunares poniendo la letra en el lado del punto medio del cráter que está más cercano a Adams.

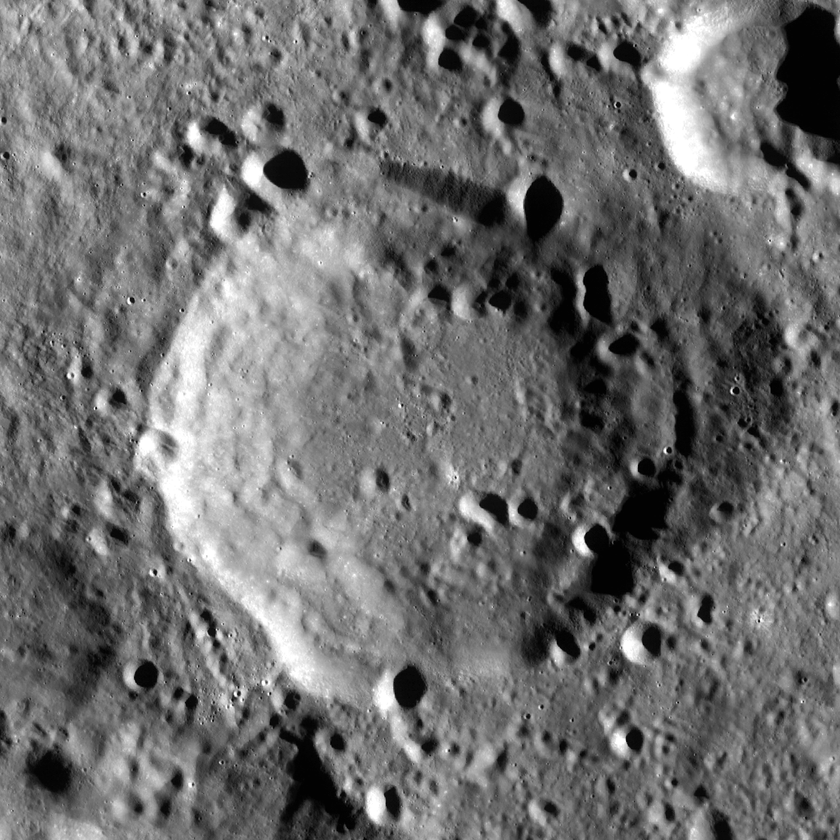
Fotografía de la misión Lunar Reconnaissance Orbiter

|       | \| Adams \| Coordenadas \| Diámetro \| \| ----- \| ----------------------------- \| -------- \| \| B \| 31°30′S 65°36′E / -31.5, 65.6 \| 28 km \| \| C \| 32°18′S 65°30′E / -32.3, 65.5 \| 10 km \| \| D \| 32°30′S 71°36′E / -32.5, 71.6 \| 42 km \| \| M \| 34°48′S 69°12′E / -34.8, 69.2 \| 24 km \| \| P \| 35°12′S 71°00′E / -35.2, 71.0 \| 24 km \| |          |
| Adams | Coordenadas | Diámetro |
| B     | 31°30′S 65°36′E / -31.5, 65.6 | 28 km    |
| C     | 32°18′S 65°30′E / -32.3, 65.5 | 10 km    |
| D     | 32°30′S 71°36′E / -32.5, 71.6 | 42 km    |
| M     | 34°48′S 69°12′E / -34.8, 69.2 | 24 km    |
| P     | 35°12′S 71°00′E / -35.2, 71.0 | 24 km    |